# Мій син (фільм, 1928)
«Мій син» (рос. Мой сын) — німий художній фільм, знятий режисером Євгеном Черв'яковим на  Ленінградській кінофабриці АО «Совкіно» в 1928 році, в співдружності з оператором Святославом Бєляєвим і художником Семеном Мейнкіним. 

## Сюжет
Дружина зізнається чоловіку в тому, що дитина, яку вона народила, не від нього. Після цього життя головного героя круто змінилося. 

## Цікаві факти
Стрічка була втрачена в роки Німецько-радянської війни. 
У 2008 році в Аргентині були знайдені п'ять котушок 16-міліметрової плівки з фільмом, без оригінальних титрів, який був атрибутований як El Hijo del otro («Син іншого»). Копії фільму зберігалися в архіві Музею кіно в Буенос-Айресі. Цю подію кінознавці розцінюють як «найбільше архівне відкриття в історії російського кіно за останні півстоліття» і порівнюють з «виходом на екран другої серії „Івана Грозного“» .